# آيت يحيى أوعبي (تنوردي)
آيت يحيى أوعبي هي إحدى مشيخات المملكة المغربية، تتبع جغرافيا لإقليم ميدلت وإداريًا لتنوردي. يقدر عدد سكانها بـ 1012 نسمة حسب الإحصاء الرسمي للسكان والسكنى لسنة 2004.